# 伊那衆
伊那衆（いなしゅう）は、中世に信濃国の伊那地域を拠点とした国人衆、また近世（江戸時代）に伊那地域を拠点とした交代寄合。信濃衆とも呼ばれ、近世には知久氏、小笠原氏、座光寺氏が交代寄合となり伊那三家とも呼ばれた。

## 中世
信濃国では南北朝の争乱期に在地領主（国人衆）が力をつけ、永享12年（1440年）の結城合戦には多数の伊那の国人や地侍が参加している。その後、小笠原氏や諏訪氏の内紛を契機として信濃国でも一気に戦国の動乱に突入した。
天文23年（1554年）に武田氏が伊那郡全体を制圧した後、伊那支配は高遠城と大島城が拠点とされた。このうち高遠城を拠点とする上伊那は旧国衆領を継承したもので、武田勝頼が城代（上伊那郡司）として入り、上伊那衆は高遠在番を命じられた。一方、大島城を拠点とする下伊那は武田氏による再編で創出されたもので、春近衆をはじめとする下伊那衆が大島城在番を命じられた。
しかし、武田勝頼が天正3年（1575年）の長篠合戦で大敗した後、天正10年（1582年）2月に木曽氏が謀叛を起こして織田信忠が信濃に侵攻すると、国衆は次々と離反して織田方に従属した。大島城では加勢に来たはずの諸将が逃亡したため戦うことなく明け渡された。一方、高遠城では仁科盛信（信盛）が入城して抗戦したものの落城した（甲州征伐）。
天正10年（1582年）6月の本能寺の変後、旧武田領は北条氏、上杉氏、徳川氏さらに国衆による領地の奪い合いになったが、天正壬午の乱で甲斐一国と信濃の大半が徳川家康の領有となった。

## 近世
近世には交代寄合として知行地への居住が認められた旗本の知久氏、小笠原氏、座光寺氏の伊奈三家が伊那衆あるいは信濃衆と称された。ただし、交代寄合が制度として確立するのは18世紀以降とされ、17世紀の段階では「信濃衆」の呼称が見当たらないなど不明な点もある。江戸時代の四衆（那須衆・美濃衆・伊那衆・三河衆）の一つ。
知久氏
信濃国阿島（阿島陣屋、後の喬木村）を拠点としており石高は3,000石余。『寛政重修諸家譜』によると関ヶ原の戦いの後に領地を安堵され、幕府から浪合など関所4ヶ所と預地1300石余の管理を命じられた。
小笠原氏
信濃国伊豆木（伊豆木陣屋、後の飯田市）を拠点としており石高は1,000石余。小笠原長巨が慶長5年（1600年）12月に家康から「信州伊那郡松尾之庄」の御下知を命じられたことなどを由緒とする。
座光寺氏
信濃国山吹（山吹陣屋、後の高森町）を拠点としており石高は1,400石余。松岡右衛門大夫に逆心があると家康に報告し、駿府で松岡と対決して逆心に相違がないことを明らかとし、その功により400石の加増を受け、秀忠からも朱印状を拝領したことなどを由緒とする。家康により現在の知行地に配されたといい、関ヶ原の戦いの後に本国である伊那郡に戻った。